# 황쓰천
황쓰천(중국어: 黄斯沉, 1987년~)은 베이징 출신의 CFA 자격을 가진 투자자로, USC 학부를 졸업하였고 펜실베니아 대학교 와튼스쿨 MBA 출신이다. 중국 최대 부동산재벌중 하나인 중쿤 그룹 회장 황누보의 아들이기도 하다. 중국은행(Bank of China)에서 애널리스트(Analyst)로 약2년간 근무 후, Beijing Beetle P.E investment를 창업하였고, 현재 ECAR홀딩스의 대표이다. Beetle Sports를 통해 X-MUDDER 대회를 개최하여 중화권 최초로 Mudrun을 도입하였으며, 금융과 스포츠 위주로 투자를 하고 있다.